# Mike Addy
Michael Addy (sinh ngày 20 tháng 2 năm 1943) là một cựu cầu thủ bóng đá người Anh thi đấu ở Football League, ở vị trí Tiền vệ.